# لرزانک
لَرزانَک (نام علمی: Cinclocerthia) نام یک سرده از خانواده مقلدمرغان است.